# ボブ・シーガー
ボブ・シーガー（Bob Seger、1945年5月6日 - ）は、アメリカ合衆国出身のロックミュージシャン、シンガーソングライター。本名は、ロバート・クラーク・シーガー（Robert Clark Seger）。全世界の総レコード・カセット・CD等の売り上げは7,500万枚以上とされている。
2004年、ロックの殿堂入りを果たした。

## 経歴

### 生い立ち
ミシガン州デトロイト市内の病院において、父スチュアートと母シャーロットの次男として生まれる。5歳の時にデトロイト近郊のアナーバーに引っ越す。
医療技師としてフォード・モーター・カンパニーに勤務する傍ら、音楽活動でさまざまな楽器演奏をたしなむ父の影響で、シーガーも幼少期から音楽に親しむようになる。家庭内では両親間の喧嘩が絶えず、シーガーが10歳の時、父は家族を捨ててカリフォルニア州に移り住む。残された家族は経済的に困窮し、生計を支えるために母はハウスキーパーとして、4歳年上の兄ジョージも働きに出ることになった。1963年、シーガーは地元のアナーバー高校（現在のパイオニア高校。イギー・ポップもこの学校に通っていた）を卒業する。
シーガーの初期の音楽的影響は「リトル・リチャードが最初に夢中になったアーティストだった。そしてもちろんエルヴィス・プレスリー」と語る。最初に買ったレコードは、デル・バイキングスの1957年のヒット曲「カム・ゴー・ウィズ・ミー」。

### 地元のスターから初の全国ヒットへ（1961～76年）

#### ザ・デシベルズとザ・タウン・クライアーズ
シーガーは1961年にアナーバー高校に通っていた3人でデシベルズ（The Decibels）を結成。ギター、ピアノ、キーボード、ボーカルを担当。シーガー初のオリジナル曲「The Lonely One」は、デル・シャノンのキーボード奏者マックス・クロクの地下室で録音された。
デシベルズ解散後、シーガーはタウン・クライヤーズ（The Town Criers）に加入する。4人組のこのバンドでシーガーはリードボーカルを担当し「ルイ・ルイ」などのカバー曲を歌っていた。この頃、シーガーはジェームス・ブラウンをよく聴いていて『Live at the Apollo』がお気に入りのアルバムだった。また、1964年に米国に上陸したビートルズの影響も大きく受けている。1960年代のラジオでかかるヒット曲に夢中になり、「ラジオにオンエアされなければ意味がない」と考えていた。

#### ダグ・ブラウン＆ジ・オーメンズ
シーガーはダグ・ブラウンという男に出会い、ダグ・ブラウン＆ジ・オーメンズ（Doug Brown & The Omens）に加入する。このバンドではブラウンがメインボーカル、シーガーはR&Bのカバー数曲でリードボーカルを担当していた。1965年のシングル「TGIF (Thank Goodness It’s Friday)」がシーガーにとって初めて公式に発表されたレコードだった。翌年、バリー・サドラーの大ヒット曲「Ballad of the Green Berets（悲しき戦場）」のパロディで「Ballad of the Yellow Beret」という徴兵忌避者を揶揄する替え歌をビーチ・バムズ（The Beach Bums）名義でシングルを発表したところ、サドラーと彼のレコード会社から訴訟を起こされ、レコードは回収を余儀なくされる。
オーメンズの一員として活動しているとき、シーガーは後のマネージャーとなるエドワード・パンチ・アンドリュースに出会う。アンドリュースは当時デイヴ・レオーネと共同でハイドアウトという名でクラブや小規模なレコードレーベルを経営し、地元のバンドをマネージメントしていた。その中には、グレン・フライが在籍していたマッシュルームズ（The Mashrooms）もあった。シーガーはそれらのバンドのために曲を提供し、プロデュースを行っていた。あるとき、アンドリュースとレオーネの依頼で、アンダードッグス（The Underdogs）というバンドのためにシーガーはブラウンと「East Side Story」という曲を書いたが、レコード会社はアンダードッグス向きの曲ではないと不満を示した。

#### ザ・ラスト・ハード
シーガーは「East Side Story」を自分のバンドで録音しようと決め、オーメンズを脱退する。この曲は、1966年1月にボブ・シーガー＆ザ・ラスト・ハードという名でハイドアウトレコードからシングルが発表され、デトロイトを中心に5万枚を売り上げるヒットになった。その後、ラスト・ハードはカメオ＝パークウェイレコードと契約し、4枚のシングルを発表する。そのうち、1967年発表の「Heavy Music」は「East Side Story」を超える売り上げを記録し、全米でブレイクする可能性を秘めていたものの、その直前にカメオ＝パークウェイレコードが倒産してしまう。「Heavy Music」は全米で最高103位、カナダで82位を記録し、後年のシーガーのライヴレパートリーに加えられることになる。

#### ザ・ボブ・シーガー・システム
カメオ＝パークウェイレコードの倒産後、1968年春に、ボブ・シーガー＆ザ・ラスト・ハードは大手キャピトルレコードと契約する。モータウンレコードからも好条件のオファーを受けていたが、シーガーは「キャピトルのほうが自分の音楽ジャンルに合っている」と判断した。
キャピトルレコードの提案により、バンド名をザ・ボブ・シーガー・システム（The Bob Seger System）に変更する。ファーストシングル「2 + 2 = ?」は反戦についての曲で、かつての「The Ballad of the Yellow Beret」から一転したシーガーの政治的姿勢の変化を見ることができる。この曲は地元デトロイトや一部の都市のラジオ局ではヒットしたが
、全米チャートにランクインすることはなかった。カナダでは最高79位を記録している。
ボブ・シーガー・システムの2枚目のシングル「ランブリン・ギャンブリン・マン（Ramblin' Gamblin' Man）」は、まずミシガン州で火がつき、その後全米シングルチャートで最高17位にランクインされ、シーガー初の全国ヒットとなった。この成功を受けて、1969年にアルバム『Ramblin' Gamblin' Man』を発表し、ビルボードのアルバムチャート62位を記録する。なお、「ランブリン・ギャンブリン・マン」でギターとバックボーカルを担当したグレン・フライ（この2年後にイーグルスを結成）にとって、これが初めてのスタジオセッション作だった。
しかし、この成功は続かなかった。同年に発表された次作『Noah』はチャートに入ることなく商業的失敗に終わる。その後、シーガーは一旦音楽業界を離れて大学に通い始めた。翌年、シーガーは復帰して『Mongrel』を発表。これがボブ・シーガー・システムのラストアルバムとなった。
2006年、ボブ・シーガー・システムはミシガン州ロックンロール・レジェンドの殿堂入りを果たしている。

#### ソロ活動
『Mongrel』も成功を収めることができず、ボブ・シーガー・システムは解散した。シーガーはソロに転身し、1971年に全曲アコースティックによるアルバム『Brand New Morning』を発表。このアルバムも商業的失敗に終わり、シーガーはキャピトルレコードを離れることになる。
1971年12月10日、詩人・活動家でありFBIにより逮捕・拘束されていたジョン・シンクレアの釈放を支援するコンサート（John Sinclair Freedom Rally）がアナーバーで開催され、ジョン・レノンとヨーコ・オノをはじめとする多くのミュージシャンが参加する中で、シーガーも出演した。
この頃、シーガーはロックデュオ、ティーガーデン＆ヴァン・ウィンクルと共演するようになる。彼らと制作した『Smokin' O.P.'s』（1972年）は、アンドリュース所有のレーベルであるパラディウムレコードから発表された。大半をカバー曲で占めるこのアルバムは全米180位まで上がり、シングルカットされた「イフ・アイ・ワー・ア・カーペンター」（ティム・ハーディン作）がスマッシュヒット（全米76位）となっている。
1972年のティーガーデン＆ヴァン・ウィンクルとのツアー後、シーガーは新たにバックバンドにジェイミー・オールデイカー（ドラムス）、ディック・シムズ（キーボード）、マーシー・レヴィ（ボーカル）らを迎えてアルバム『Back in '72』を制作する。マッスル・ショールズ・リズム・セクションも参加したこのアルバムには、後にシーガーのライヴクラシックとなりメタリカにもカバーされた「ページをめくって（Turn the Page）」や、シン・リジィにカバーされる「ロザリー（Rosalie）」、ヴァン・モリソンのカバー「アイヴ・ビーン・ワーキング（I've Been Working）」などが収録された意欲作だったが、全米チャートは最高188位と振るわなかった。アルバムに伴うツアーでバックバンドに不満を感じたシーガーは、新たなバンドメンバーを探す決意を固める。なお、オールデイカー、シムズ、レヴィはエリック・クラプトンのバックバンドに参加することになる。

#### ザ・シルヴァー・ブレット・バンド
1974年、シーガーは自分のバックバンドとしてシルヴァー・ブレット・バンドを結成する。オリジナル・メンバーは、ドリュー・アボット（ギター）、チャーリー・アレン・マーティン（ドラム、バックボーカル）、リック・マナサ（キーボード、バックボーカル）、クリス・キャンベル（ベース）、アルト・リード（サックス、バックボーカル）。その後、キーボードはロビン・ロビンズに交代する。同年『Seven』を発表。
1975年、シーガーはキャピトルレコードに戻り、アルバム『美しき旅立ち（Beautiful Loser）』を発表。本作において「カトマンズ（Katmandu）」が全米シングルチャート最高43位まで上り、「ランブリン・ギャンブリン・マン」以来のヒットになる。
1975年9月にデトロイトのコボ・アリーナにおいて二夜にわたって行われたライヴを収録した『ライヴ（Live Bullet）』が翌年4月に発表される。このアルバムは、まずデトロイトで大ヒットを記録し、その後全国で注目を集めるようになり、全米アルバムチャートで34位にランクインした。しかし、相変わらず地元以外での知名度が低かったため、デトロイト郊外で8万人近いファンの前でライヴを行った翌日のシカゴ公演では観客が1,000人に満たないということもあった。1975～76年には、キッスの北米ツアーの前座を務めている。

### 商業的成功へ（1976～87年）
1976年に発表されたアルバム『炎の叫び（Night Moves）』から、シーガーの本格的な快進撃が始まる。タイトル曲「ナイト・ムーヴス（Night Moves）」は全米シングルチャートの最高4位を記録し、AORラジオ局でもエアプレイされるようになる。アルバムには、マッスル・ショールズのピート・カーによるギターが印象的な「メインストリート（Mainstreet）」(全米24位）、「ロックン・ロール（Rock and Roll Never Forgets）」(全米41位）が収録されている。『炎の叫び』は、全米アルバムチャートでシーガー初のトップ10アルバム（最高8位）となり、2006年の時点で米国で600万枚の売り上げを記録し、オリジナルアルバムとしてはキャリア最大の売り上げとなる。このアルバムの成功により、前々作『美しき旅立ち』が全米で200万枚、前作『ライヴ』も500万枚以上の売り上げを記録する。
1977年2月にドラマーのチャーリー・アレン・マーティンが交通事故に遭い、後任に1972年の『Smokin' O.P.'s』に参加していたデヴィッド・ティーガーデンが加入する。1978年に発表されたアルバム『見知らぬ街（Stranger in Town）』は全米での売り上げが500万枚を突破し、全米アルバムチャートの4位まで上がり、1979年のビルボードの年間アルバムチャートの14位にランクされた。このアルバムからは、「裏切りのゲーム（Still the Same）」（全米4位）、「夜のハリウッド（Hollywood Nights）」（全米12位）、「愛・ひととき（We've Got Tonight）」（全米13位）、「オールド・タイム・ロック & ロール（Old Time Rock & Roll）」（全米28位）といったヒット曲が生まれている。なお、「愛・ひととき」は、1983年にケニー・ロジャースとシーナ・イーストンにカバーされて全米6位のヒットになり、「オールド・タイム・ロック & ロール」は、1983年にトム・クルーズ主演の映画『卒業白書（Risky Business）』に使用され、同年の全米シングルチャートにおいて48位まで上がっている。
1979年、シーガーが共作者として名を連ねているイーグルスの「ハートエイク・トゥナイト」が全米ナンバーワンを記録。
1980年に発表されたアルバム『奔馬の如く（Against the Wind）』は、全米アルバムチャートにおいて15週連続トップの座を守っていたピンク・フロイドの『ザ・ウォール』に代わって、初のナンバーワンに輝く。ファーストシングルの「ファイアー・レイク（Fire Lake）」（全米6位）には、バックボーカルにイーグルスのドン・ヘンリー、ティモシー・B・シュミット、グレン・フライが参加している。その他に、タイトル曲の「アゲンスト・ザ・ウインド（Against the Wind）」（全米5位）、「わかりあえる時（You'll Accomp'ny Me）」（全米14位）、「地平線のバップ（The Horizontal Bop）」（全米42位）のヒット曲が生まれている。全米チャート6週連続1位を記録したこのアルバムは1980年のグラミー賞を2冠獲得し、全米での売り上げは前作同様500万枚を突破している。
キーボードにクレイグ・フロスト（グランド・ファンク・レイルロード）が加入。1981年にはライヴアルバム『嵐の呼ぶ声（Nine Tonight）』を発表。全米アルバムチャートの3位まで上がり、売り上げは400万枚を突破している。アルバムからはオーティス・クレイで知られる「暴走マイ・ライフ（Trying to Live My Life Without You）」（全米5位）、「フィール・ライク・ア・ナンバー（Feel Like A Number）」（全米48位）がシングルカットされている。
1982年には『ザ・ディスタンス（The Distance）』（全米5位）を発表。アルバム制作中、ギターのドリュー・アボットがシーガーによるセッションミュージシャンの多用に不満を抱きバンドを脱退、後任にドウェイン・ベイリー（後にシカゴ等で活躍）が加入する。また、アルバム発表後にはドラムのデヴィッド・ティーガーデンがバンド内トラブルを理由に脱退、後任にドン・ブリューワー（グランド・ファンク・レイルロード）が加入する。このアルバムからのシングル「月に吠える（Shame on the Moon）」（ロドニー・クロウエル作）は、パティ・オースティンとジェームス・イングラムの「あまねく愛で（Baby, Come to Me）」とマイケル・ジャクソンの「ビリー・ジーン」に阻まれて4週連続2位の座に留まるも、シルヴァー・ブレット・バンド最大のヒットとなった。他に「イーヴン・ナウ（Even Now）」（全米12位）、「ロール・ミー・アウェイ（Roll Me Away）」（全米27位）などがヒットしている。アルバムの売り上げは190万枚を記録する。
1984年、シーガーはニック・ノルティ主演の映画『りんご白書（Teachers）』のために書いたパワーロックバラード「アンダースタンディング（Understanding）」（全米17位）を録音する。また、1986年にはロブ・ロウ主演の映画『きのうの夜は…（About Last Night...）』に「リヴィング・インサイド・マイ・ハート（Living Inside My Heart）」を録音する。
この辺りから、スタジオアルバム発表のインターバルが長く空くようになる。1986年発表の『ライク・ア・ロック（Like a Rock）』は全米3位を記録し、アルバムの売り上げは最終的に300万枚を突破する。このアルバムからは、「アメリカン・ストーム（American Storm）」（全米13位）、「イッツ・ユー（It's You）」（全米52位）、「ライク・ア・ロック（Like a Rock）」（全米12位）、「マイアミ（Miami）」（全米70位）などのヒットが生まれている。アルバムに伴うAmerican Stormツアーは9か月に及び、約150万枚のチケット売り上げを記録する。アルバムのタイトルトラック「ライク・ア・ロック」はシボレートラックのキャンペーン曲として1991年から2004年まで使用された。
1987年3月13日、ボブ・シーガー&ザ・シルヴァー・ブレット・バンドは音楽分野での業績が認められ、ハリウッド・ウォーク・オブ・フェームにその名が刻まれる。
1987年、シーガーはエディ・マーフィ主演の映画『ビバリーヒルズ・コップ2』のサントラ曲「シェイクダウン（Shakedown）」を録音する。映画の音楽担当であるハロルド・フォルターメイヤーとキース・フォーシーのペンによるシンセを多用したポップロック曲は、前作『ビバリーヒルズ・コップ』で「ヒート・イズ・オン」を歌っていたグレン・フライが歌う予定だったが、フライは用意されていた歌詞が気に入らず、さらにレコーディング直前に喉頭炎にかかったため、代わりにシーガーが歌うことになった。コーラス部以外の歌詞をシーガーにより書き換えられたこの曲は、同年8月1日にシーガーにとって初の（そして唯一の）全米シングルチャート1位を記録する。

### 後年（1988年～現在）
1990年代に入り、『Fire Inside』（1991年全米7位）や『イッツ・ア・ミステリー（It's a Mistery）』（1995年全米27位）といったアルバムを発表するが、折しもグランジ、オルタナティヴ・ロックの台頭により、シーガーの新曲をラジオ等で聞く機会は以前に比べて少なくなった。しかし、1994年に発表されたベストアルバム『グレイテスト・ヒッツ（Greatest Hits）』は過去最高の売り上げ（2011年9月時点で全米において900万枚以上）を記録し、1996年に行われたツアーは同年の北米におけるコンサートチケット売り上げ第4位を記録する。
その後、シーガーは家族との時間を優先するために、約10年間音楽業界から退く。2001年と2002年には、ミシガン州ヒューロン湖でのボートレースにおいてシーガー所有のボート「ライトニング号」が優勝している。2004年3月15日、シーガーはロックの殿堂入りを果たす。2005年、3ドアーズ・ダウンのアルバム『Seventeen Days』の収録曲「Landing in London」にゲスト参加する。
2006年には、11年ぶりとなるアルバム『Face the Promise』を発表。発表から45日で40万枚を超える売り上げを記録し、最終的には120万枚を突破している。ツアーも各地でソールドアウトとなり、以前と変わらない人気の高さをアピールした。
2009年には、『Smokin' O.P.'s』（1972年）、『Seven』（1974年）などの楽曲のリミックスまたは再録音、そして過去の未発表曲を収録したコンピレーションアルバム『Early Seger Vol. 1』をリリースする。アルバムは当初、米国大手のスーパーマーケットであるマイヤー店舗でのみの販売だったが、のちにシーガーの公式サイトでダウンロードできるようになる。2010年、キッド・ロックのアルバム『Born Free』の収録曲「Collide」にピアノでゲスト参加する。2011年、ベストアルバム『ロックン・ロール ～ベスト・オブ・ボブ・シーガー～（Ultimate Hits: Rock and Roll Never Forgets）』を発表。それに伴うアリーナツアーは大成功を収める。
2012年6月14日、シーガーはソングライターの殿堂入りを果たす。2013年1月10日、北米ツアーの開催を発表する。
2013年、ジョン・フォガティのアルバム『ソング・フォー・エヴリワン（Wrote a Song for Everyone）』で、クリーデンス・クリアウォーター・リバイバルの「フール・ストップ・ザ・レイン（Who'll Stop the Rain）」をデュエットする。
2014年、17枚目のスタジオアルバム『Ride Out』が発表され、アルバムに伴う北米でのアリーナツアーは大成功を収める。
2016年12月22日、ジョン・F・ケネディ・センターにおけるイーグルスのケネディ・センター名誉賞受賞式で、シーガーは「ハートエイク・トゥナイト」を歌った。2017年1月18日、グレン・フライの一周忌にあたるこの日に新曲「Glenn Song」を自身のウェブサイトにおいて公開した。
2017年8月24日から開始したRunaway Trainツアー（全32公演）は同年11月17日にシカゴで終了する予定だったが、椎骨の緊急治療のために9月30日以降の19公演は延期となった。ツアー終了予定日だった11月17日に、18枚目のスタジオアルバム『I Knew You When』を発表。アルバムに先立ち、「Busload of Faith」（ルー・リードのカバー）が9月22日にシングルとして発表されている。
2018年9月18日、次のツアーが最後のツアーになることを発表する。2018年11月21日からスタートしたRoll Me Awayツアーは、2017年に延期された公演分を含めて2019年11月1日のフィラデルフィア公演まで行われた。

## 私生活
シーガーは3度の結婚歴があり、2人の子供がいる。

## 作品

### アルバム

#### ザ・ボブ・シーガー・システム名義
- 1969年 Ramblin' Gamblin' Man（全米62位）
- 1969年 Noah
- 1970年 Mongrel（全米171位）

#### ソロ名義
- 1971年 Brand New Morning
- 1972年 Smokin' O.P.'s（全米180位）
- 1973年 Back in 72（全米188位）
- 1974年 Seven
- 1975年『美しき旅立ち』- Beautiful Loser（全米131位）
- 2006年 Face the Promise（全米4位）
- 2009年 Early Seger Vol.1
- 2011年『ロックン・ロール ～ベスト・オブ・ボブ・シーガー～』- Ultimate Hits: Rock and Roll Never Forgets（全米19位、全英28位）
- 2014年 Ride Out（全米3位）
- 2017年 I Knew You When（全米25位）

#### ボブ・シーガー&ザ・シルヴァー・ブレット・バンド名義
- 1976年『ライヴ』- Live Bullet（全米34位）
- 1976年『炎の叫び』- Night Moves（全米8位）
- 1978年『見知らぬ街』- Stranger in Town（全米4位、全英31位）
- 1979年 The Bob Seger Collection
- 1980年『奔馬の如く』- Against the Wind（全米1位、全英26位)
- 1981年『嵐の呼ぶ声』- Nine Tonight（全米3位、全英24位）
- 1982年『ザ・ディスタンス』- The Distance（全米5位、全英45位）
- 1986年『ライク・ア・ロック』- Like a Rock（全米3位、全英35位）
- 1991年 The Fire Inside（全米7位、全英54位）
- 1994年『グレイテスト・ヒッツ』- Greatest Hits（全米8位、全英6位）
- 1995年『イッツ・ア・ミステリー』- It's a Mystery（全米27位）
- 2003年 Greatest Hits 2（全米23位）
- 2006年 Ultimate Hits: Rock And Roll Never Forgets